# Johannes II. Dukas
Johannes II. Angelos Dukas (mittelgriechisch Ιωάννης Βʹ Άγγελος Δούκας; * um 1295; † 1318) war seit 1303 Herrscher von Thessalien und Zentralgriechenland.

## Leben
Johannes war der Sohn von Konstantin Dukas und dessen Frau Anna Euagionissa Dukaina († 1317). Als sein Vater 1303 starb, folgte ihm Johannes, damals noch ein Kind, in der Herrschaft über Thessalien nach. Zum Vormund und Regenten bestimmten die thessalischen Magnaten den Cousin seines Vaters, Herzog Guido II. de la Roche von Athen.
Guido de la Roche ging sofort daran, seine Herrschaft in Thessalien energisch aufzubauen; mit Antoine le Flamenc setzte er einen eigenen Vogt ein. Dies brachte ihn in Konflikt mit dem Despoten von Epirus, Thomas Komnenos Dukas, und dessen Mutter und Regentin Anna Palaiologina Kantakuzene, die im selben Jahr Thessalien angriffen und die Burgen von Pindos und Phanarion besetzten. Zum Gegenangriff vereinte Guido 900 fränkische Ritter sowie 6000 griechische und bulgarische Söldner unter seiner Fahne und zog gegen Ioannina. Angesichts dieser Heeresmacht lenkte die Despotin ein und hob die Besetzung der Burgen auf. Guido drang im Norden auch auf byzantinischem Gebiet bis nach Thessaloniki vor, zog sich jedoch aufgrund der Präsenz der Kaiserin Irene von Montferrat in der Stadt wieder zurück.
Weniger erfolgreich war Guido de la Roche im Kampf gegen die Katalanische Kompanie, die 1306 in Thessalien einfiel und drei Jahre lang plündernd umherzog. Als Guido 1308 starb, widersetzte sich der inzwischen mündige Johannes II. dem Versuch des neuen Herzogs von Athen, Walter V. von Brienne, das Protektorat über Thessalien aufrechtzuerhalten, worauf dieser nun selbst die katalanischen Söldner anheuerte. Nachdem er 1309 mit ihrer Hilfe mehrere Städte in Thessalien erobert und sich diese vertraglich gesichert hatte, benötigte Walter die Kompanie nicht mehr und setzte die vereinbarten Soldzahlungen aus. Die Katalanen entschieden sich, mehrere Burgen, die sie für Walter erobert hatten, besetzt zu halten, und forderten, von ihm als seine Lehnsmänner anerkannt zu werden. Walter aber lehnte diesen Kompromiss ab und drohte der Kompanie mit Gewalt. Im Winter 1310 rüsteten sich beide Seiten zum Kampf; am 15. März 1311 kam es zur entscheidenden Schlacht bei Halmyros, die mit einer vernichtenden Niederlage der Ritter des Herzogs von Athen endete, der ebenfalls fiel.
Der Abzug der Katalanen nach Böotien und Attika und der Tod Walters von Brienne verschafften Johannes II., der sich nun „Herr der Länder von Athen und Neopatras“ nannte, in seinem Herrschaftsgebiet in Thessalien mehr politischen Handlungsspielraum. Da er jedoch kaum Rückhalt bei den lokalen Magnaten genoss, versuchte er seine Position durch eine Annäherung an das Byzantinische Reich zu stärken. 1315 (oder schon 1309) heiratete er Irene Palaiologina, eine illegitime Tochter des Kaisers Andronikos II. Palaiologos. Vermutlich anlässlich dieser Hochzeit erhielt Johannes, wie zuvor schon sein Vater, vom Kaiser den hohen Titel eines Sebastokrators zugestanden; dem Epitaph des Dichters Manuel Philes zufolge trug er sogar die Despotenwürde. Damit verbunden war zugleich die Anerkennung der nominellen Suzeränität des Byzantinischen Reiches über Thessalien. 
Johannes II., der von Kindheit an kränklich gewesen war, starb 1318, ohne einen Erben zu hinterlassen. Thessalien kam größtenteils unter die Kontrolle des mächtigen Magnaten Stephan Gabrielopulos; die Gebiete im Süden um Neopatras wurden von den Almogàvers der Katalanischen Kompanie besetzt, die hier ihr eigenes Herzogtum Neopatria errichteten.